# Астрониум
Астро́ниум (лат. Astrónium) — род растений семейства Анакардиевые (Anacardiaceae).
Входящие в этот род виды представляют собой высокие деревья, ареал которых охватывает тропические леса Бразилии, Суринама, Колумбии и Венесуэлы.

## Виды
По информации базы данных The Plant List, род включает 12 видов:
- Astronium balansae Engl., 1881
- Astronium concinnum Schott, 1827
- Astronium fraxinifolium Schott, 1827
- Astronium gardneri Mattick
- Astronium glaziovii Mattick
- Astronium graveolens Jacq., 1760
- Astronium lecointei Ducke, 1922
- Astronium mirandae F.A.Barkley
- Astronium nelson-rosae Santin
- Astronium obliquum Griseb.
- Astronium ulei Mattick
- Astronium urundeuva Engl., 1881

Astronium fraxinifolium и Astronium graveolens являются основными источниками ценной древесины, известной под названием «гонсало альвес».